# Twisted Metal (Fernsehserie)
Twisted Metal ist eine amerikanische postapokalyptische Action-Comedy-Fernsehserie. Die Serie basiert auf dem gleichnamigen Videospiel-Franchise Twisted Metal von Sony Interactive Entertainment.

## Handlung
In einer postapokalyptischen Welt nach einem groß angelegten Cyberangriff sind die Städte zu ummauerten Festungen geworden. Kriminelle wurden aus den Städten verbannt und leben in einer gesetzlosen Gegend. Außerhalb der Städte arbeiten einige Menschen und transportieren Waren zwischen den Städten.

## Entwicklung
PlayStation Productions und Sony Pictures Television begannen im Mai 2019 mit der Entwicklung, Peacock bestellte im Februar 2022 eine komplette Staffel. Die Serie wurde von Mai bis August 2022 in New Orleans gedreht und am 27. Juli 2023 mit allen 10 Episoden auf Peacock veröffentlicht.
Ausführende Produzenten sind Will Arnett, Rhett Reese, Michael Jonathan Smith und Paul Wernick
Am 7. Dezember 2023 verlängerte Peacock die Serie um eine zweite Staffel.
Die Serie hatte ein geschätztes Budget von 45 Millionen Dollar.

## Episodenliste

### Staffel 1
Die komplette erste Staffel wurde am 27. Juli 2023 auf Peacock veröffentlicht.
In der Tabelle steht neben dem Originaltitel die Bedeutung in Klammern.
| Nr. (ges.) | Nr. (St.) | Deutscher Titel | Originaltitel               | Regie         | Drehbuch                               |
| ---------- | --------- | --------------- | --------------------------- | ------------- | -------------------------------------- |
| 1          | 1         | WLUDRV          | WLUDRV (Will you drive?)    | Kitao Sakurai | Michael Jonathan Smith                 |
| 2          | 2         | 3RNCRCS         | 3RNCRCS (three-ring circus) | Kitao Sakurai | Michael Jonathan Smith                 |
| 3          | 3         | NTHLAW1         | NTHLAW1 (and the law won)   | Jude Weng     | Grant Dekernion                        |
| 4          | 4         | WHZDARE         | WHZDARE (Who’s there?)      | Maggie Carey  | Shaun Diston                           |
| 5          | 5         | CRZSRDS         | CRZSRDS (crossroads)        | Jude Weng     | Francesca Gailes, Jacqueline J. Gailes |
| 6          | 6         | DRVTHRU         | DRVTHRU (drive-through)     | Maggie Carey  | Alison Tafel                           |
| 7          | 7         | NUTH0UZ         | NUTH0UZ (Nut House)         | Bill Benz     | Alyssa Forleiter                       |
| 8          | 8         | EV3L1N          | EV3L1N (Evelyn)             | Bill Benz     | Alyssa Forleiter, Alison Tafel         |
| 9          | 9         | R04DK11         | R04DK11 (RoadKill)          | Kitao Sakurai | Grant Dekernion, Becca Black           |
| 10         | 10        | SHNGRLA         | SHNGRLA (Shangri-La)        | Kitao Sakurai | Michael Jonathan Smith                 |

### Staffel 2
Die zweite Staffel erschien am 31. Juli 2025.
| Nr. (ges.) | Nr. (St.) | Deutscher Titel | Originaltitel | Regie             | Drehbuch                              |
| ---------- | --------- | --------------- | ------------- | ----------------- | ------------------------------------- |
| 11         | 1         | PRSRPNT         | PRSRPNT       | Phil Sgriccia     | Michael Jonathan Smith, Jorge Thomson |
| 12         | 2         | DOLF4C3         | DOLF4C3       | Phil Sgriccia     | Alison Tafel                          |
| 13         | 3         | T3STDRV         | T3STDRV       | Bill Benz         | Hadiyah Robinson                      |
| 14         | 4         | LZGTBZY         | LZGTBZY       | Bill Benz         | Grant Dekernion                       |
| 15         | 5         | ONURMRK         | ONURMRK       | Phil Sgriccia     | Shaun Diston                          |
| 16         | 6         | MKAW1SH         | MKAW1SH       | Phil Sgriccia     | Alyssa Forleiter                      |
| 17         | 7         | H1TNRVN         | H1TNRVN       | Iain B. MacDonald | Gilli Nissim                          |

## Rezeption
Auf Metacritic hat die Serie eine Bewertung von 53 von 100 Punkten. Rotten Tomatoes vergab der Serie 68 %.
Die Serie wurde bei den The Game Awards 2023 in der Kategorie „Beste Adaption“ nominiert.
Nach zwei Wochen war die Serie die bis dato meistgesehene Comedy-Premiere von Peacock. Laut Nielsen-Daten war sie eine der meistgesehenen Streaming-Serien, mit 400 Millionen Zuschauer-Minuten am Wochenende nach der Premiere.